# Bronco Billy
Bronco Billy es una película estadounidense de 1980, dirigida por Clint Eastwood. Protagonizada por Clint Eastwood, Sondra Locke, Geoffrey Lewis, Scatman Crothers, Bill McKinney, Sam Bottoms, Dan Vadis y Sierra Pecheur en los papeles principales.

## Sinopsis
Bronco Billy dirige un circo ambulante sobre el salvaje oeste. Cuando entra en escena una rica y repelente heredera la mala suerte se ceba con los componentes del espectáculo.

## Reparto
- Clint Eastwood ... Bronco Billy
- Sondra Locke ... Antoinette Lilly
- Geoffrey Lewis ... John Arlington
- Scatman Crothers ... Doc Lynch
- Bill McKinney ... Lefty LeBaw
- Sam Bottoms ... Leonard "Lenny" James
- Dan Vadis ... Jefe Gran Águila
- Sierra Pecheur ... Agua Clara

## Trivia
Es una de las películas de las que Clint Eastwood se siente más orgulloso. Al final de la película Bronco Billy se dirige al público (espectador) y se despide en castellano “Adiós, amigos”. Clint aseguró que sería la perfecta película para ser dirigida por Frank Capra si éste siguiera haciendo películas. Sondra Locke fue candidata como la peor actriz en los premios Razzie de 1981.